# 鳥居フミ子
鳥居 フミ子（とりい ふみこ、1927年（昭和2年）6月29日 - 2015年（平成27年）1月11日）は、日本文学研究者、東京女子大学名誉教授。専門は日本近世文学、特に土佐浄瑠璃。

## 経歴
愛知県宝飯郡塩津村（現・蒲郡市）生まれ。1944年愛知県立国府高等女学校（現・愛知県立国府高等学校）卒業。同年、愛知県立第二師範学校女子部本科（現・愛知教育大学）入学。1947年、愛知県立女子専門学校（現・愛知県立大学）国文学科入学。1950年に同校を卒業すると、東京女子大学文学部日本文学科に編入学。1952年同大学卒業。1953年東京大学人文科学研究科国語国文学専攻修士課程入学。1955年同博士課程進学、1960年単位取得退学。
1958年、実践女子学園短期大学（現・実践女子大学短期大学部）専任講師。1962年実践女子大学助教授。1975年、同教授。1977年東京女子大学文理学部教授。1989年志田延義賞受賞。1991年「土佐浄瑠璃の研究」で東京大学文学博士。1993年、東京女子大学図書館長。1996年東京女子大学を定年退職、名誉教授。1996年『近世芸能の発掘』で河竹賞受賞。1997年清真学園女子短期大学客員教授。

## 著書
- 『近世芸能の研究 土佐浄瑠璃の世界』武蔵野書院、1989
- 『伝承と芸能 古浄瑠璃世界の展開』武蔵野書院、1993
- 『近世芸能の発掘』勉誠社、1995
- 『近松の女性たち』武蔵野書院 1999
- 『在外和書を訪ねて』勉誠出版 遊学叢書、2001
- 『想い出の食彩』勉誠出版、2002
- 『金太郎の誕生』勉誠出版 遊学叢書、2002
- 『元禄浄瑠璃の展開』勉誠出版、2003
- 『旅と花』勉誠出版、2004
- 『伝説を旅する』みやび出版、2007
- 『遥かな愛 時代のはざまに生きて』みやび出版、2008
- 『ガンダーラへの道』みやび出版、2010
- 『鳥居フミ子書誌選集 浄瑠璃』金沢文圃閣、2011 文献探索人叢書
- 『金太郎の謎』みやび出版、2012
- 『愛にめざめた元禄の女性たち -物語として読む土佐浄瑠璃』みやび出版、2015

### 編纂
- 『土佐浄瑠璃正本集』全3 編 角川書店、1972 - 77
- 『近世芸文集 台湾大学所蔵』全5巻 編 勉誠社、1981 - 86
- 『伝統と創造』編 勉誠社、1996
- 『東京女子大学所蔵近世芸文集 影印と目録』酒井わか奈共編 ぺりかん社、1996
- 『鳥居文庫浄瑠璃稀本集』第1－2 編 勉誠社、1996
- 『ソウル大学校所蔵近世芸文集』全6巻 勉誠社、1998 - 2000